# Transporte urbano de Martos
El Transporte urbano de Martos es el nombre empleado para hacer referencia al servicio de autobuses urbanos que opera en la ciudad de Martos, en la provincia de Jaén (España). El actual servicio de transporte urbano es explotado por la empresa concesionaria Autocares Calvo S.L. bajo la marca comercial Tuccibus. Dicho servicio entró en funcionamiento el 21 de marzo de 2011 sin embargo vino a sustituir y mejorar al servicio de transporte urbano municipal ya existente, que hacia un recorrido circular con el clásico autobús rojo. Los autobuses utilizan como imagen corporativa los colores de la bandera de Martos, de ahí a su color blanco característico.
El servicio está compuesto por tres líneas regulares para dar servicio a diferentes barrios y puntos de la localidad, para también llegar a las pedanías marteñas de Monte Lope-Álvarez, Las Casillas y La Carrasca.

## Líneas y rutas
El servicio de transporte urbano de Martos está compuesto por tres líneas que recorren diferentes itinerarios. La línea A se subdivide a su vez en diferentes rutas que incluyen algunas paradas para dar servicio a determinados puntos de interés de la ciudad, en diferentes horarios y que sin embargo no varían demasiado el recorrido de la línea. Las líneas que prestan servicio son las siguientes:

### Línea A
El recorrido de la línea consiste en un trayecto circular que conecta los distintos puntos de interés de la ciudad. Para realizar el tránsito por el casco histórico de la ciudad se utiliza un minibús adaptado para que pueda circular con facilidad por las calles del casco histórico. Se compone de cuatro rutas; A1, A2, A3 y A4.
- Ruta A1. Es la ruta regular básica con más frecuencia diaria y presta servicio a lo largo de todo el año. Une determinados puntos puntos de interés como la Estación de autobuses, el cuartel de la Guardia Civil, centro de salud Martos y centro histórico.

- Ruta A2. Ruta con carácter matinal de lunes a viernes y en período lectivo, ya que esta ruta está diseñada para dar servicio a los estudiantes que se dirigen a los centros de enseñanza en horario escolar. Cubre los mismos puntos de interés que la ruta A1 y además incluye paradas en los institutos de enseñanza secundaria.

- Ruta A3. Ruta de carácter matinal de lunes a viernes y en período lectivo. Cubre los mismos puntos de interés que la ruta A1 y además incluye paradas en el cementerio municipal y el colegio público San Amador.

- Ruta A4. Ruta que presta servicio con carácter matinal de lunes a sábados durante todo el año. Cubre los mismos puntos de interés que la ruta A1 y además incluye paradas en el cementerio municipal y el barrio del Portillo.

### Línea B
Línea metropolitana que une Martos con Monte Lope-Álvarez.

### Línea C
Línea metropolitana que une Martos con Las Casillas y La Carrasca.

### Intermodalidad
Las tres líneas del sistema de autobuses urbanos de Martos tienen conexión directa con la Estación de autobuses de Martos, por lo que es posible la intermodalidad de transportes con líneas de autobuses metropolitanos adscritas al Consorcio de Transporte Metropolitano del Área de Jaén, así como con otras líneas no adscritas al consorcio. Así mismo existe una parada de Taxis junto a la estación de autobuses. Las líneas interurbanas que operan desde la Estación de autobuses de Martos son las siguientes:
| Líneas adscritas al Consorcio de transportes | Líneas adscritas al Consorcio de transportes | Líneas adscritas al Consorcio de transportes | Líneas no adscritas al Consorcio de transportes   | Líneas no adscritas al Consorcio de transportes |
| Línea                                        | Trayecto                                     | Operador                                     | Trayecto                                          | Operador                                        |
| -------------------------------------------- | -------------------------------------------- | -------------------------------------------- | ------------------------------------------------- | ----------------------------------------------- |
| M02-01                                       | Jaén-Martos                                  | Cambus Group                                 | Martos-Santiago de Calatrava-Higuera de Calatrava | Cambus Group                                    |
| M02-04                                       | Jaén-Alcaudete                               | Cambus Group                                 | Alcalá la Real-Alcaudete-Martos-Jaén              | Autocares Contreras                             |
| M02-06                                       | Jaén-Martos (directo)                        | Cambus Group                                 | Martos-Málaga                                     | ALSA                                            |
| M02-19                                       | Fuensanta de Martos-Jaén                     | Cambus Group                                 | Martos-Linares-Úbeda                              | ALSA                                            |
| M02-26                                       | Jaén-Jamilena-Martos                         | Cambus Group                                 |                                                   |                                                 |

## Tarifas
El sistema tarifario del Transporte urbano de Martos se encuentra bajo la influencia del Consorcio de Transporte Metropolitano del área de Jaén, por lo que los usuarios podrán acceder con la tarjeta monedero del Consorcio tanto a los autobuses urbanos de la ciudad como a los autobuses de los servicios metropolitanos del consorcio, así como su uso en el Transporte urbano de la ciudad de Jaén, aplicando un considerable descuento.
| Servicio                             | Precio |
| ------------------------------------ | ------ |
| Billete ordinario                    | 0.80 € |
| Transbordo con tarjeta del consorcio | 0.33 € |
| Bono-bus ordinario                   | 0.70 € |
| Bono-bus social                      | 0.65 € |
| Bono-bus tarjeta 65 oro              | 0.45 € |
| Billete especial                     | 1.00 € |

El Bono-bus social está disponible para jóvenes de hasta 30 años, estudiantes de 12 a 14 años, familia numerosa, discapacitados (a partir del 65 %) y titulares de la tarjeta 65 verde.